# Adam Hoffmann
Adam Hoffmann (ur. 4 maja 1918 w Krakowie, zm. 3 marca 2001 tamże) – polski artysta malarz, profesor katowickiej filii Akademii Sztuk Pięknych w Krakowie. Mąż malarki Ewy Kierskiej.

## Życiorys
Studia rozpoczął w 1938 roku na Uniwersytecie Jagiellońskim na Wydziale Filozoficznym. Był uczniem przedwojennej prywatnej szkoły rysunku Alfreda Terleckiego. Brał udział w kampanii wrześniowej, a później w konspiracji. W latach 1940–1943 uczęszczał do Staatliche Kunstgewerbeschule Krakau (szkoły rzemiosł artystycznych, w której polscy profesorowie obok nauki rzemiosła realizowali program ASP) i powojennej Akademii Sztuk Pięknych (w pracowniach malarstwa Władysława Jarockiego i Eugeniusza Eibischa oraz grafiki Konrada Srzednickiego). Dyplom obronił w 1948 roku. Uczestniczył w pracach nielegalnego teatru eksperymentalnego Tadeusza Kantora. Był pedagogiem w liceach plastycznych w Katowicach i Krakowie, w ASP w Krakowie – w katowickiej filii, i w Krakowie na Wydziale Grafiki. Został pochowany na cmentarzu Rakowickim w Krakowie.
Uczestniczył we wszystkich ważniejszych wystawach zbiorowych w Polsce oraz miał kilkadziesiąt wystaw indywidualnych. Brał udział w wystawie młodej plastyki w „Arsenale” w Warszawie w 1955 roku. Wystawiał m.in. w Warszawie w Kordegardzie (1966), w Zachęcie (1972), a także w Krakowie w Pałacu Sztuki (1973). W 2003 roku w Muzeum Narodowe w Krakowie zorganizowało wystawę retrospektywną dzieł artysty „Adam Hoffmann. Rysownik”.